# Sofonisba (tragedia)
Sofonisba, de Gian Giorgio Trissino, es una obra teatral que consiste en una tragedia en 2093 versos escritos entre 1514 y 1515, y que se publicó en julio de 1524. La primera actuación, en francés, tuvo lugar en 1556 en el castillo de Blois. El estreno del original en italiano tuvo lugar en 1562 durante la época de Carnaval de Vicenza. Se considera como la primera tragedia en italiano.